# Тугустемир (село)
Тугустеми́р — село в Тюльганском районе Оренбургской области, административный центр Тугустемирского сельсовета.

## География
Находится на расстоянии примерно 22 километра по прямой на север от районного центра — поселка Тюльган.

## История
Слово «Тугустемир» переводится с башкирского как «девять железок». Упоминается с 1794 года, когда подполковник Никифоров купил землю при бывшей татарской деревне с таким названием. Во второй половине 1790-х годов Никифоров поселил здесь крестьян из центральных губерний России. В 1800 году в деревне проживало 200 человек в 30 дворах. В 1840-1867 годах село принадлежало нескольким помещикам, в том числе Виктору Звенигородскому, который построил большой дом, сохранившийся до настоящего времени. Во второй половине XIX века имение переходит к другому владельцу – Ипполиту Даниловичу Шотту, который вошел в историю села посадкой соснового бора и открытием винного и стекольного заводов. Храм Святой Великомученицы Екатерины был возведён в 1854 году. Он назван так во имя Святой Великомученицы Екатерины в память о жене Звенигородского Екатерине.

## Население
Население составляло 793 человека в 2002 году (русские 81%),  595 — по переписи 2010 года.